# Пул, Эрнест
Эрнест Пул (англ. Ernest Poole; 23 января 1880 года, Чикаго, США — 10 января 1950 года, Нью-Йорк, США) — американский писатель
, журналист и публицист. Лауреат Пулитцеровской премии.

## Биография
Родился 23 января 1880 года в Чикаго. В 1901 году закончил Принстонский университет. Будучи журналистом, выступал за отмену детского труда. Помогал Эптону Синклеру в сборе материалов для его романа «Джунгли». Поддерживал социалистическое движение. В 1905 году совершил поездку в Россию, где стал свидетелем первой русской революции. В 1906 году написал свой первый роман «Голос улицы» (The Voice of the Street). Во время Первой мировой войны был военным корреспондентом американского журнала The Saturday Evening Post. Летом 1917 году вторично посетил Россию, после которой написал книги «Темный народ» (The Dark People, 1918) и «Деревня» (The Village, 1918).
В 1918 году написал роман «Его семья» (His Family), за который был удостоен Пулитцеровской премии.

## Сочинения
- The Voice of the Street (1906)
- The Harbor (1915)
- His Family (1917)
- The Village; Russian Impressions (1918)
- His Second Wife (1918)
- The Dark People: Russia’s Crisis (1919)
- Blind; a story of these times (1920)
- Beggar’s Gold (1921)
- Millions (1922)
- Danger (1923)
- The Avalanche (1924)
- The Little dark man: and other Russian sketches (1925)
- The Hunter’s Moon (1925)
- With Eastern Eyes (1926)
- Silent Storms (1927)
- Car of Croesus (1930)
- Destroyer (1931)
- Nurses on horseback (1932)
- Great winds (1933)
- One of us (1934)
- Bridge; my own story (1940)
- Giants gone; men who made Chicago (1943)
- Great White hills of New Hampshire (1946)
- Nancy Flyer, a stagecoach epic  (1949)